# 菅原村 (茨城県)
菅原村（すがわらむら）は、茨城県の西部、岡田郡・結城郡に属していた村。現在の常総市の中部にあたる。

## 地理
- 河川 ： 東仁連川

## 歴史

### 村名の由来
村社の菅原天満宮（大生郷天満宮）による。

### 沿革
- 1889年（明治22年）4月1日 - 町村制施行により、大生郷村、大生郷新田、伊左衛門新田、笹塚新田、五郎兵衛新田、横曾根新田が合併して岡田郡菅原村が発足。
- 1896年（明治29年）4月1日 - 岡田郡が結城郡に統合されたため、所属郡が結城郡に変更。
- 1954年（昭和29年）7月10日 - 水海道町に編入。水海道町は市制施行して水海道市となる。同日菅原村廃止。